# Хроботи
Хроботи (пол. Chroboty) — село в Польщі, у гміні Радзейовиці Жирардовського повіту Мазовецького воєводства.
Населення — 157 осіб (2011).
У 1975-1998 роках село належало до Скерневицького воєводства.

## Демографія
Демографічна структура станом на 31 березня 2011 року:
|          | Загалом | Допрацездатний вік | Працездатний вік | Постпрацездатний вік |
| -------- | ------- | ------------------ | ---------------- | -------------------- |
| Чоловіки | 75      | 8                  | 57               | 10                   |
| Жінки    | 82      | 15                 | 51               | 16                   |
| Разом    | 157     | 23                 | 108              | 26                   |